# 笨蛋節奏
笨蛋節奏（日語：バカリズム，1975年11月28日—），本名升野英知（日语：／ Masuno Hidetomo），是一名出生于日本福岡縣田川市的單人搞笑藝人、編劇、演員、主持人、作家，所屬經紀公司為柵木藝能社。升野英知1995年就讀於日本电影大学时與松下敏宏组成搭档出道，并在多部节目中参演。但松下在2005年自演艺界隐退，因此升野改为单人表演。妻子為前電波組.inc成員夢眠Nemu。

## 編劇作品

### 電視劇
- 出色的選TAXI（2014年10月14日 - 12月16日）兼演員
- 女演員的C咖人生（2015年6月23日 、 2016年10月10日）
- 櫻花道附近的故事（2016年3月7日 - 3月10日）兼演員
- 黑暗中的十個女人（2016年9月29日 - 12月1日）兼聲音演員
- 住住（2017年1月 - 3月）兼演員
- 架空OL日記（2017年4月 - 6月）兼演員
- 生田家的早晨（2018年12月10日 - 12月26日、2019年10月1日 - 10月21日）
- 綠山家的早晨（2019年10月22日 - 10月28日）
- 殺戮之旅（2020年11月9日 - 12月22日）
- 幸運少女組（2021年）
- 非快速動眼之窗（2022年4月5日）第一集
  - 非快速動眼之窗 2022．秋（2022年10月9日）第一集
  - 非快速動眼之窗 2023．新春（2023年1月7日）第一集
  - 非快速動眼之窗 2023．夏（2023年7月8日）第一集
  - 非快速動眼之窗 2023．冬（2023年12月25日）第一集
  - 非快速動眼之窗 2024．春（2024年3月31日）第一集
  - 非快速動眼之窗 2025．新春（2025年1月5日）第一集
- 重啟人生（2023年1月8日 - 3月12日）兼演員
- 穴界風雲（2023年9月22日）
- 入侵者們的晚餐（2024年1月3日）
- 小鎮星熱點（2025年1月12日 - ）

### 電影
- 殺戮之旅-電影版（2021年2月5日上映）
- 地獄的花園（2021年5月21日上映）
- 婚顧女王（2022年3月12日上映）

## 演出作品

### 電視劇
- BITWORLD（2007年4月6日 - ，NHK）- 馬蘇尼奧·姆巴卡主義·穆喬 ※「升野英知」名義
- 我、他和會說話的車（2012年9月22日・29日，富士電視台） - 田所勇作 役
- 世界奇妙物語2012年秋季特別篇「來世不動產」（2012年10月6日，富士電視台） - 主演・不動產屋（兼編劇）
- Going My Home（2012年10月9日 - 12月18日、關西電視台制作・富士電視台） - 小林悟
- 花的懶人料理（2012年10月 - 12月，MBS制作・TBS） - 五郎先生（聲演）
- 真實逃脫游戲（TBS、2013年 - 2014年） - 主演・謎男
  - 真實逃脫游戲TV（2013年1月1日）
  - 真實逃脫游戲TV the Chase（2013年4月6日）
  - 真實逃脫游戲TV Sky High（2013年8月14日）
  - 真實逃脫游戲TV X game（2014年1月3日）
  - 真實逃脫游戲TV（2014年4月24日 - 6月26日）
- 一人交換日記（TSUTAYA限定DVD、2013年2月25日） - 主演・黑田鐵也
- 推理要在晚餐後特別篇～風祭警部的事件簿～（2013年8月2日，富士電視台） - 佐藤薫
- 父親的背影 第1話（2014年7月13日，TBS） - 奥住
- 出色的選TAXI（2014年10月14日 - 12月16日）- 迫田宏
- 櫻花道附近的故事（2016年3月7日 - 3月10日） - 本人
- 黑暗中的十個女人（2016年9月29日 - 12月1日）- 聲演
- 住住（2017年1月 - 3月）- 主演・本人
- 架空OL日記（2017年4月 - 6月）- 主演・升野英知
- 重啟人生（2023年1月8日 - 3月12日）- 死後諮詢處接待員
- YIPS 易普症（2024年4月13日 - ，富士電視台）- 主演・森野徹

## 獎項
- 2006年・2007年・2009年・2010年 R-1決賽
- IPPON比賽
  - 五回優勝：第1回・第3回・第5回・第19回・第23回
  - 五回準優勝：第4回・第7回・第12回・第16回・第25回
- 2014年 第83回日劇學院賞 特別獎（了不起的選TAXI）
- 2015年 第3回市川森一腳本賽 獎勵賞
- 2018年 第36回向田邦子賞（架空OL日記）
- 2023年 第115回日劇學院賞 最佳腳本賞（重啟人生）
- 2024年 第32回橋田賞
- 2025年 第123回日劇學院賞 最佳腳本賞（小鎮星熱點）